# Arnold Drake
Pour les articles homonymes, voir Drake.
Arnold Drake (né le 1er mars 1924 à New York et mort le 12 mars 2007 à New York) est un scénariste de bande dessinée et de cinéma américain qui a écrit (avec Leslie Waller) l'un des premiers comics directement publié en album, It Rhymes with Lust (1950) puis notamment créé Doom Patrol (1963), Deadman (1967) et les Gardiens de la Galaxie (1969).
Il est aussi l'auteur d'un unique roman policier The Steel Noose (Un fil à la gorge, Gallimard, Série noire n°366, 1957)

## Prix et récompenses
- 1967 : Prix Alley de la meilleure histoire complète et de la meilleure nouvelle bande dessinée pour Deadman (avec Carmine Infantino)
- 1999 : Prix Inkpot
- 2005 : Prix Bill Finger
- 2008 : Temple de la renommée Will Eisner (à titre posthume)